# Сос (река)
Сос — река в Республике Хакасия, протекает в южной части Южно-Минусинской котловины, правый приток реки Абакан.
Длина — 51 км, площадь водосборного бассейна — 202 км².
Исток — западные отроги Джойского хребта, впадает в Абакан в 148 км от его устья, в 4 км севернее села Усть-Сос. Модуль стока — около 7,5 л/с × км². По данным наблюдений с 1978 по 1985 год среднегодовой расход воды в 17 км от устья составляет 0,27 м³/с.
В бассейне расположены населённые пункты Бондарево, Усть-Сос.

## Данные водного реестра
По данным государственного водного реестра России и геоинформационной системы водохозяйственного районирования территории РФ, подготовленной Федеральным агентством водных ресурсов:
- Бассейновый округ — Енисейский
- Речной бассейн — Енисей
- Речной подбассейн — Енисей между слиянием Большого и Малого Енисея и впадением реки Ангары
- Водохозяйственный участок — Енисей от Саяно-Шушенского гидроузла до впадения реки Абакан